# 高街
高街 (こうがい、拼音: gāojiē、粤拼: gou1 gaai1）、ないし、ハイ・ストリート（英語: High Street）は、香港の中西区西営盤 (Sai Ying Pun) にある、マイクロバスや乗用車でしか通れない、一方通行の街路。道路としては東側の般咸道 (Bonham Road) と西側の薄扶林道 (Pok Fu Lam Road) を結んでいるが、西辺街 (Western Street) からは西向きに薄扶林道までと、西辺街から東向きの般咸道までが、それぞれ一方通行になっており、通リ抜けはできない。もともと第四街 (Fourth Street) と呼ばれていたが、四の字を嫌う中国の習慣から、当局によって現在の名称に改称された。
高街には、1,400戸以上の集合住宅が立地している。

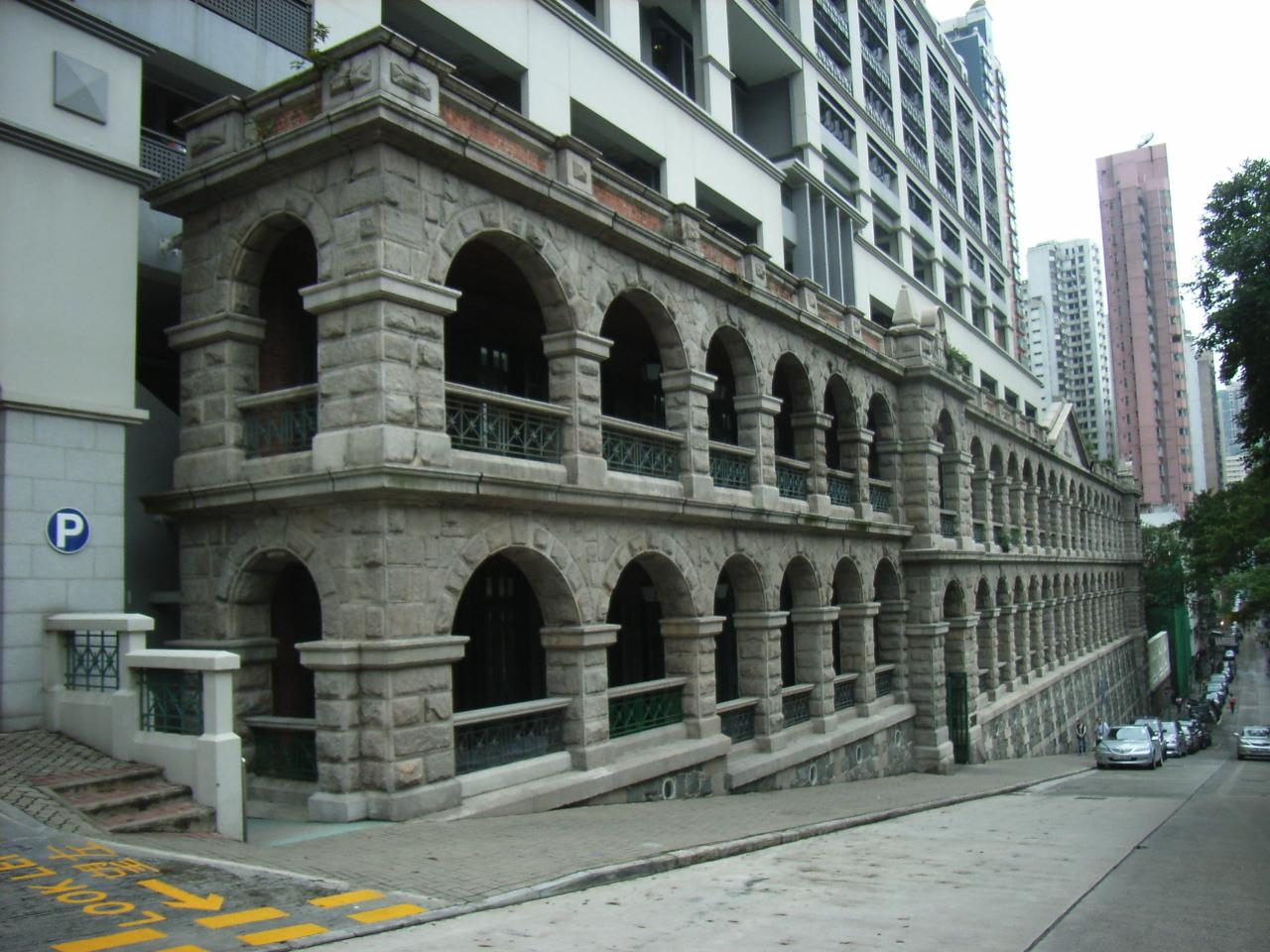
西営盤社区総合大楼の建物。2006年。

## 「高街鬼家」伝説
高街には、「高街鬼家」すなわち「高街の幽霊屋敷」という都市伝説がある。
高街には1892年に建てられた精神病院があった。第二次世界大戦のとき、香港を占領した日本軍は、この建物を刑場とし、病院の前のある香港佐治五世（ジョージ5世）紀念公園 (香港佐治五世紀念公園、King George V Memorial Park, Hong Kong) に穴を掘って死体を乱雑に埋めた（乱葬崗とした）と伝えられ、これをきっかけに、ここでは度々不思議なうわさが立つようになった。戦後は再び精神病院になったが、当時の医術は今日ほどは進んでおらず、精神病の患者にとって入院は「死ぬも同然」だったため、この建築物の恐ろしさはさらに増した。現在、この病院はすでになく、建物は改装されて西営盤社区総合大楼 (西營盤社區綜合大樓、Sai Ying Pun Community Complex) となっている。

## 沿道の施設
- トレンチ・リハビリテーション・センター南ウイング (戴麟趾康復中心南翼、South Wing, David Trench Rehabilitation Centre) - 前半山警察署 (前半山警署、Upper Levels Police Station）跡
- 般咸道官立小学 (般咸道官立小學、Bonham Road Government Primary School，BRGPS)
- 西営盤社区総合大楼 (西營盤社區綜合大樓、Sai Ying Pun Community Complex) - 古びた建物で「高街鬼家」（高街の幽霊屋敷）と称される、かつての精神病院や、ハンセン病院だった建物
- 香港佐治五世紀念公園 (香港佐治五世紀念公園、King George V Memorial Park, Hong Kong) - 香港MTRの計画路線である西港島線の西営盤駅出口が設けられる予定。
- 路上市場（sh:正街街市、zh:西營盤街市）
- 香港基督教崇真会救恩堂 (香港基督教崇真會救恩堂、Tsung Tsin Mission of Hong Kong Kau Yan Church)、救恩学校 (救恩學校、Kau Yan School)
- 李陞小学 (李陞小學、Li Sing Primary School)

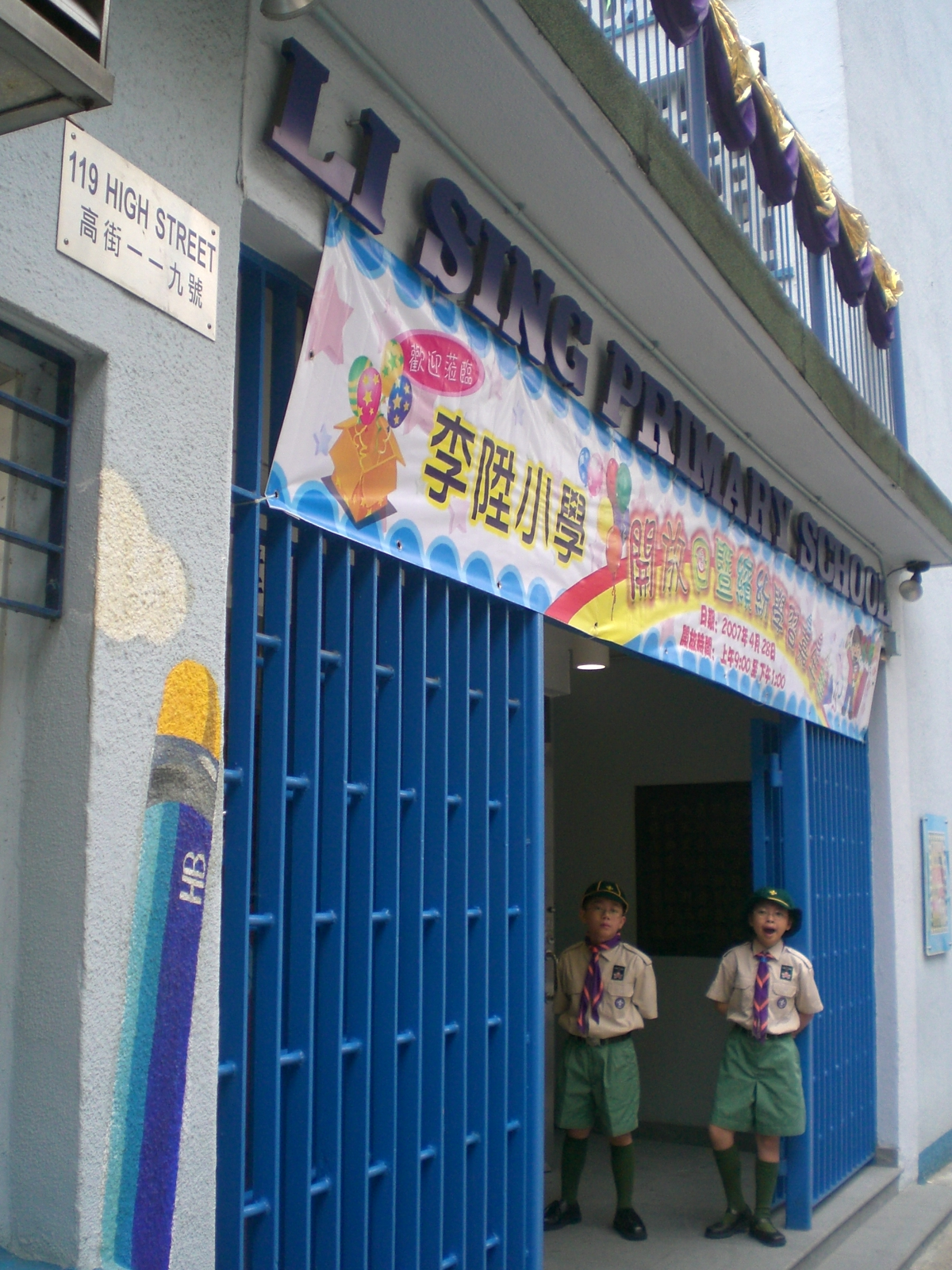
高街119号の李陞小学。
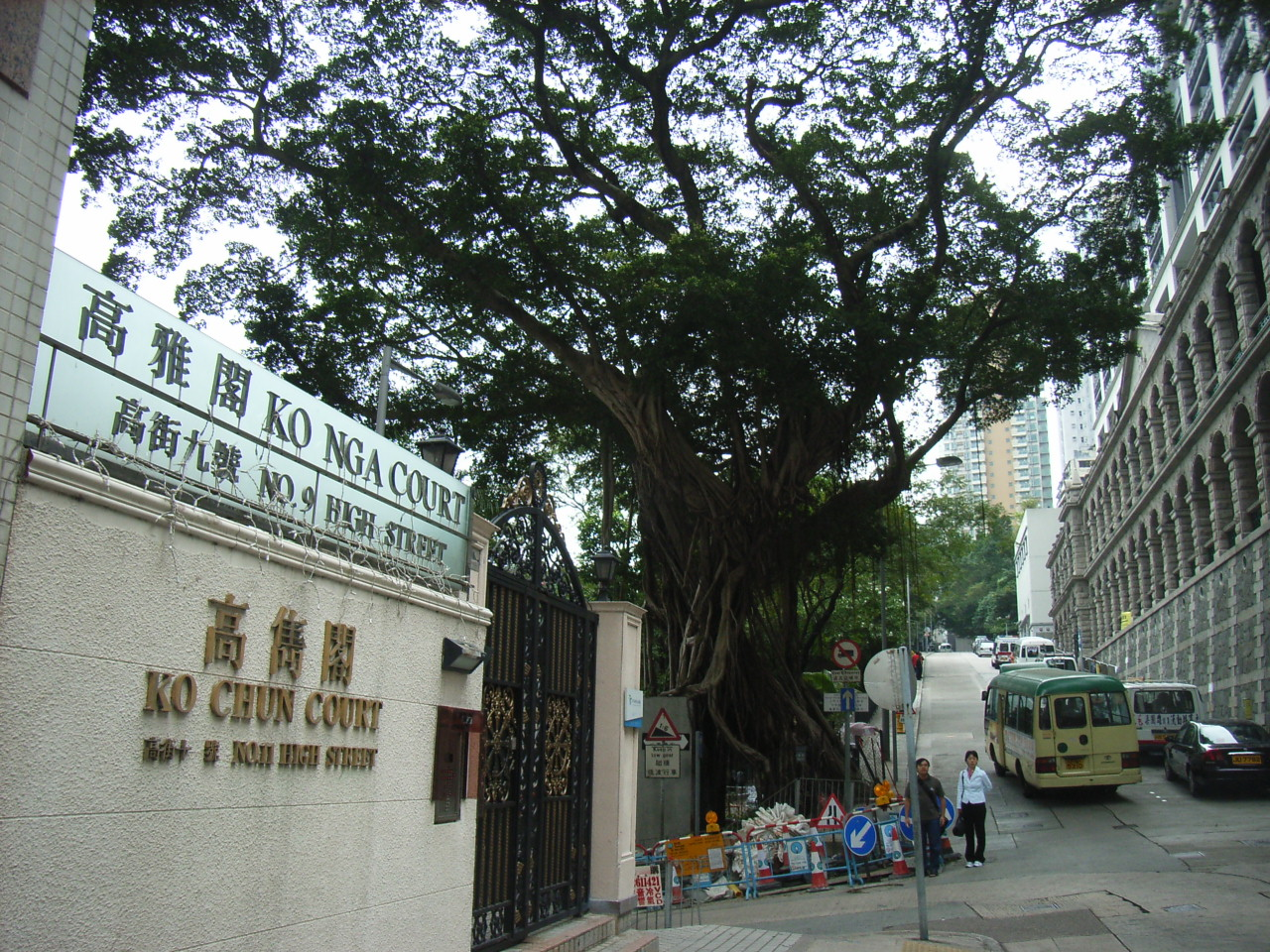
高街9号から、東向きに香港佐治五世紀念公園のガジュマル（榕樹）の老木を眺める。右手に西営盤社区総合大楼が見える。